# Nouakchott
Nouakchott (arapski: نواكشوط) je glavni i najveći grad Mauretanije u Zapadnoj Africi od 1.195.600 stanovnika.
Nouakchott je i najveći grad u Sahari južno od Gorja Atlas. 

## Zemljopisne karakteristike
Nouakchott leži na rubu Sahare na visoravni, pored atlantske obale, udaljen oko 435 km sjeveroistočno od Dakara u Senegalu. Grad se rastegao duž auto-ceste Rosso u pravcu sjever-jug, podalje od oceana, obalni pješčani pojas uglavnom je nenaseljen zbog čestih poplava. 
Prva luka na oceanu, koja je mogla primiti veće brodove Nouakchott Wharf izgrađena je 1963. (postala je operativna tek 1966.) U novije vrijeme izgrađena je nova industrijska luka 1986. 8 km južno od grada, koja uglavnom služi za uvoz robe u zemlju, i za izvoz nafte i bakra. Rudnici bakra nalaze se pored Akjoujta 195 km sjeveroistočno od grada. 
Nouakchott je grad jednokatnica, koji se razvio duž velikih avenija, kao što su Gamal Abdel Nasser (istok -zapad), Charles de Gaulle, Kennedy i Lumumba te brojnih divljih naselja.

## Povijest
Nouakchott je bio maleno ribarsko mjesto sve do 1958., koje se malo spominjalo u pretkolonijalnom i kolonijalnom dobu, iako je bio na važnom karavanskom putu Zapadne Afrike. Njegovo ime na berberskom znači mjesto vjetrova, postoji pretpostavka da su berberski Almoravidi bili podrijetlom iz kraja oko Nouakchotta.
Mauretanija je bila dio veće francuske kolonije Francuske Zapadne Afrike, u to vrijeme Saint-Louis, u današnjem Senegalu, bio je glavni grad sve do 1957. Tad je odlučeno da mali Nouakchott, koji je tad imao oko 15 000 stanovnika, zbog dobre klime, i svog položaja, postane glavni grad nove države Mauretanije, koja je osnovana 1958. kao dio Francuske zajednice. Mauretanija je 1960. postala potpuno nezavisna država, a Nouakchott njen glavni grad.
Nouakchott je bio glavni izbjeglički centar za velike suše 1970., tad je grad naglo nabujao brojem stanovnika, a broj nomadskih stočara opao.
Nouakchott ima sveučilište koji je osnovan 1981., na kom studira 8 000 studenata.

## Znamenitosti
Najveće grada su Nacionalni muzej i brojne tržnice na otvorenom, kao i nove džamije izgrađene uz pomoć Saudijske Arabije i Maroka.

## Stanovništvo i administrativna podjela grada
Grad je prvi put administrativno podijeljen na 4 okruga (moughataa) 1973., zatim je 1986. podijeljen na devet okruga.
- Arafat
- Dar Naim
- El Mina
- Ksar
- Riad
- Sebkha
- Tevragh-Zeina
- Teyarett
- Toujounine

Grad je 1969. imao samo 20 000, ali je za samo 11 godina - 1980., narastao na 150 000. Zapravo je vrlo teško odrediti točan broj stanovnika grada danas, jer su dobar dio njih nomadski stočari, koji stanuju u nabrzinu sklepanim kućercima, koja nakon nekog vremena napuste i odsele se negdje drugdje. Po nekim procjenama iz 2008. u gradu je živjelo čak 2 milijuna ljudi, oprezniji govore da ih nema više od 800 000, ali i to je skoro 1/3 sveg stanovništva u zemlji.

## Klimatske karakteristike
Grad ima vruću - suhu pustinjsku klimu po Köppenovoj klasifikaciji klime, na grad padne samo 159 mm kiše tijekom cijele godine, i to uglavnom u samo mjesec dana u kolovozu, kad je sezona kiša.U Nouakchottu je vruće praktički tijekom cijele godine oko 32 °C, ali zimi temperatura zna pasti do 10 °C.
| Klimatološki srednjaci za Nouakchottja | Klimatološki srednjaci za Nouakchottja | Klimatološki srednjaci za Nouakchottja | Klimatološki srednjaci za Nouakchottja | Klimatološki srednjaci za Nouakchottja | Klimatološki srednjaci za Nouakchottja | Klimatološki srednjaci za Nouakchottja | Klimatološki srednjaci za Nouakchottja | Klimatološki srednjaci za Nouakchottja | Klimatološki srednjaci za Nouakchottja | Klimatološki srednjaci za Nouakchottja | Klimatološki srednjaci za Nouakchottja | Klimatološki srednjaci za Nouakchottja | Klimatološki srednjaci za Nouakchottja |
| mjesec                                 | sij                                    | velj                                   | ožu                                    | tra                                    | svi                                    | lip                                    | srp                                    | kol                                    | ruj                                    | lis                                    | stu                                    | pro                                    | godina                                 |
| -------------------------------------- | -------------------------------------- | -------------------------------------- | -------------------------------------- | -------------------------------------- | -------------------------------------- | -------------------------------------- | -------------------------------------- | -------------------------------------- | -------------------------------------- | -------------------------------------- | -------------------------------------- | -------------------------------------- | -------------------------------------- |
| srednji maksimum, °C                   | 29                                     | 31                                     | 32                                     | 32                                     | 34                                     | 33                                     | 32                                     | 32                                     | 34                                     | 33                                     | 32                                     | 28                                     | 32                                     |
| srednji minimum, °C                    | 14                                     | 15                                     | 17                                     | 18                                     | 21                                     | 23                                     | 23                                     | 24                                     | 24                                     | 22                                     | 28                                     | 13                                     | 19                                     |
| oborine, mm                            | 10                                     | 13                                     | 25                                     | 13                                     | 5                                      | 0                                      | 13                                     | 104                                    | 23                                     | 10                                     | 3                                      | 0                                      | 159                                    |
| Izvor:                                 |                                        |                                        |                                        |                                        |                                        |                                        |                                        |                                        |                                        |                                        |                                        |                                        |                                        |

## Gospodarstvo
U gradu se proizvodi sol, cement, insekticidi, prostirke, tepisi, i razni zanatski proizvodi. Preko luke se izvozi bakar U Nouakchottu je 2000. radilo 30 malih i srednjih tvornica, dobar dio stanovnika radi u državnoj administraciji i financijskim ustanovama. 
Grad ima međunarodnu zračnu luku, koja je sjedište domaće kompanije Air Mauritania. Cestovno je dobro povezan s ostalim gradovima u zemlji, ali su one često neprohodne zbog velikih nanosa saharskog pijeska.

## Pitka voda
Nouakchott doslovno leži na podzemnom jezeru slatke vode, koje se zove Trarza, ali se zbog enormnog povećanja stanovništva one radikalno smanjuju. Stručnjaci upozoravaju da bi taj izvor mogao presahnuti oko 2054., jer se ne obnavlja zbog nedostatka kiša. Problem s pitkom vodom je posebno je loš po periferijskim slamovima gdje većina stanovništva živi. Tako da je dobar dio stanovnika prisiljen kupovati vodu, koja je skupa za njihove prihode.

## Gradovi prijatelji
- Madrid[6]
- Tucson, Arizona
- Lanzhou[7]
- Amman (1999.)[8]